# 伊朗信息和通信技術部
伊朗信息和通信技術部（波斯語：‎）於1908年建立，是負責伊朗的郵政服務、電話及信息技術的政府部門。
部門也負責策劃及實施郵政和通信政策，並對特定通信器材的入口發給入口許可。

## 外部連結
- 信息和通信技術部官方网站（页面存档备份，存于）（英文）